# NGC 565
NGC 565 este o galaxie spirală situată în constelația Balena. A fost descoperită în 2 noiembrie 1867 de către George Mary Searle.